# Ljuba Brkić
Ljuba Brkić (Kragujevac, Serbia, 6 de abril de 1975) es un pianista serbio, que fue presidente de las Juventudes Musicales de Serbia, y miembro del Comité Ejecutivo Europeo de las Juventudes Musicales. 

## Carrera artística
Estudió en la Universidad de Artes de Belgrado, donde actualmente es profesor.